# Chichimecas
Chichimecas är en ort i Mexiko.   Den ligger i kommunen San Salvador och delstaten Hidalgo, i den sydöstra delen av landet, 110 km norr om huvudstaden Mexico City. Chichimecas ligger 1 850 meter över havet och antalet invånare är 487.
Terrängen runt Chichimecas är huvudsakligen kuperad, men norrut är den platt. Runt Chichimecas är det ganska tätbefolkat, med 120 invånare per kvadratkilometer. Närmaste större samhälle är Ixmiquilpan, 9,7 km nordväst om Chichimecas. Trakten runt Chichimecas består till största delen av jordbruksmark.